# Vacallo
Vacallo (lmo. Vacàll) − miejscowość i gmina w południowej Szwajcarii, w kantonie Ticino, w okręgu (distretto) Mendrisio, w powiecie (circolo) Caneggio. Leży nad rzeką Breggia.  

## Demografia
W Vacallo mieszkają 3 332 osoby. W 2021 roku 29,8% populacji gminy stanowiły osoby urodzone poza Szwajcarią. 